# Ophiomyia maura
Ophiomyia maura este o specie de muște din genul Ophiomyia, familia Agromyzidae. A fost descrisă pentru prima dată de Johann Wilhelm Meigen în anul 1838. Conform Catalogue of Life specia Ophiomyia maura nu are subspecii cunoscute.